# Belenois mabella
Belenois mabella är en fjärilsart som beskrevs av Grose-Smith 1891. Belenois mabella ingår i släktet Belenois och familjen vitfjärilar.
Artens utbredningsområde är Madagaskar. Inga underarter finns listade i Catalogue of Life.